# Trinidad Roja
La Trinidad Roja (también conocido como Kapitalist Kouriers) es un equipo ruso de superhéroes publicados para la editorial DC Comics, introducido en las páginas e historias de la historieta de The Flash (Vol. 2) #6 (noviembre de 1987). Fueron creados por Mike Baron y Jackson Guice.

## Biografía ficticia
El doctor Pytor Orloff es un prominente científico ruso del Instituto Puleski en Siberia. Orloff fue capaz de infligir poderes de supervelocidad con sujetos de pruebas de laboratorio, utilizando esteroides e implantes cibernéticos, en conjunción con terapia genénica especializada. Orloff decidió crear a la Trinidad Roja tras el fallido efecto que causó efectos secundarios adversos que afligieron a su primer equipo prototipo, la Trinidad Azul.
Mientras que los miembros de la Trinidad Azul eran extremadamente poderosos, también eran emocionalmente inestables, ingeniosamente lentos y propensos a ser violentos y salvajes. Actualmente son conocidos de este trio a Anatole, a Bebeck y a Cassiopeia; este trío se convirtió rápidamente en agentes super-poderosos al servicio del ejército ruso.
Trinidad Roja entraría en conflicto con la Trinidad Azul después de que esto ayudaron a Wally West (The Flash) a encontrar al doctor Orloff en Rusia, debido a que su experiencia era necesaria para salvar la vida del doctor Jerry McGee (Speed Demon) en los Estados Unidos. Tanto Flash como Trinidad Roja lucharon y derrotaron a la inestable Trinidad Azul en la frontera finlandesa. Como resultado de su viaje, Trinidad Roja decidió establecerse en los Estados Unidos, haciéndolo su hogar. Pusieron en marcha un servicio de mensajería intercontinental súper poderoso llamado "Kapitalist Kourier Service, Inc."
Más tarde se le pidió a Lady Flash (Christina Alexandrova de la Trinidad Azul) y a los tres Kouriers Kapitalist capturar a un terrorista Soviético renegado llamado Proletariat que se oponía a la Glasnost. Juntos, impiden que Proletariat detone una bomba oculta.
Durante los acontecimientos del evento crossover de la serie limitada, la Guerra de los Dioses, un equipo combinado de Flash, Lady Flash, el Kapitalist Kouriers y Chunk lucharon para poner fin a una batalla entre el dios romano Mercurio y el dios griego Hermes, que fueron encerrados en una competición para demostrar quién era el más rápido, en un concurso que puso toda la ciudad de Keystone City en peligro.
El hombre mayor del equipo, llamado Cassiopea murió debido a que Savitar absorbió su velocidad, producto de que este había absorbido la energía de supervelocidad de la Speed-Force que residía en todos los velocistas metahumanos del mundo, como fue visto en las páginas de The Flash Vol.3 #108, mientras que Cassiopea estaba corriendo al lado de un edificio; luego éste caería falleciendo.

### Miembros
- Anatole: - Un joven engreído de tamaño mediano, buscaba defectos.
- Bebeck: - Una mujer, y líder de Kapitalist Kouriers. También buscaba defectos.
- Cassiopeia: - Un hombre grande, inicialmente dispuesto a desertar, pero cedió ante los otros dos, fallecido.